# Karel Havlíček Borovský
Karel Havlíček Borovský (pronunciación en checo: /ˈkarɛl ˈɦavliːtʃɛk ˈborofskiː/); (Havlíčkova Borová, Vysočina, Imperio austríaco, 31 de octubre de 1821-Praga, Bohemia, Imperio austríaco, 29 de julio de 1856) fue un escritor, poeta, crítico, político, periodista y editor checo. Participó en la creación del periodismo checo y en ocasiones se le considera su fundador.

## Infancia y juventud
Vivió y estudió en el Gymnasium de Německý Brod (hoy Havlíčkův Brod, renombrada así en su honor), y su casa en la plaza principal es hoy el Museo Havlíček. En 1838 se trasladó a Praga para estudiar filosofía en la Universidad Carolina e influido por el ambiente revolucionario anterior a las revoluciones de 1848, decidió convertirse en escritor patriótico. Se dedicó a estudiar checo y literatura. Después de graduarse, comenzó a estudiar teología porque pensó que la mejor manera de servir a la nación sería como sacerdote. Fue expulsado después de un año por "mostrar muy poca aptitud para el ministerio espiritual"; sus epigramas y chistes, así como sus malas notas, no contribuyeron a su continuidad. Se convirtió en un crítico intransigente de la Iglesia Católica Romana hasta el final de su vida. También se opuso al celibato, que en su opinión iba contra la naturaleza y la esencia humana.

### Estancia en Rusia
Después de no encontrar trabajo de profesor en Bohemia, se fue a Moscú para trabajar como tutor en una familia de profesores rusos: por recomendación de Pavel Josef Šafařík. Por influencia de, entre otras personas, Ján Kollár, se convirtió en rusófilo y paneslavista, pero después de reconocer la verdadera realidad de la Rusia zarista adoptó la visión pesimista de que "el paneslavismo es una idea genial, atractiva pero irresponsable". Sus recuerdos de la estancia en Rusia se publicaron primero en revistas y luego en el libro Obrazy z Rus (Imágenes de Rusia).

### Vida privada
Karel Havlíček se prometió con Františka (Fany) Weidenhoffrová (1821-1878), de padres alemanes, acomodados. La relación comenzó después del regreso de Havlíček de Rusia en 1844. Se conservan varias cartas que los novios intercambiaron después de que Havlíček partiera hacia Praga en la primavera de 1845, en 1846 fijaron la fecha de la boda, sin embargo, esta nunca se llevó a cabo.
Se casó el 4 de marzo de 1848 en Praga con Julie, de soltera Sýkorová. Se conocieron en el salón de moda de la madre de un amigo de Karel, que este frecuentaba y donde trabajaba Julie. Ella murió de tuberculosis mientras Havlíček todavía estaba exiliado en Brixen.
La única hija de Karel y Julia Havlíčková, Zdeňka Havlíčková (1848-1872), también murió de tuberculosis.

## Trayectoria periodística y política
Regresó a Bohemia en 1844, a la edad de 24 años, y utilizó sus habilidades de escritura para criticar la moda de adoptar cualquier cosa escrita en la recientemente renacida lengua checa. Se refería específicamente a la novela Poslední Čech (La última bohemia), de Josef Kajetán Tyl. En 1846, Havlíček consiguió el puesto de editor del periódico Pražské noviny (diario de Praga) con la ayuda de František Palacký. También escribió en el suplemento satírico de la revista Česká včela llamado Žihadlo.

### La revolución de 1848
En abril de 1848, en plena Revolución en el Imperio de los Habsburgo, dejó el periódico de Praga y, con la ayuda financiera del noble Vojtěch Deym, fundó su propio periódico, Národní noviny (Noticias Nacionales), que alcanzó gran popularidad y se convirtió en uno de los primeros periódicos de los liberales checos de la era revolucionaria y en una de las publicaciones más influyentes de 1848-1849. Národní noviny fue el primer periódico escrito en checo en territorio checo, se hizo popular especialmente por sus mordaces epigramas y su ingenio.
Havlíček Participó en la organización del Congreso Eslavo en Praga. En las elecciones de 1848 fue elegido miembro de la Asamblea Constituyente del Imperio Austriaco en Viena, representando al distrito electoral de Humpolec y más tarde en Kroměříž. Finalmente, en diciembre de 1848, renunció a su mandato parlamentario para centrarse en el periodismo.

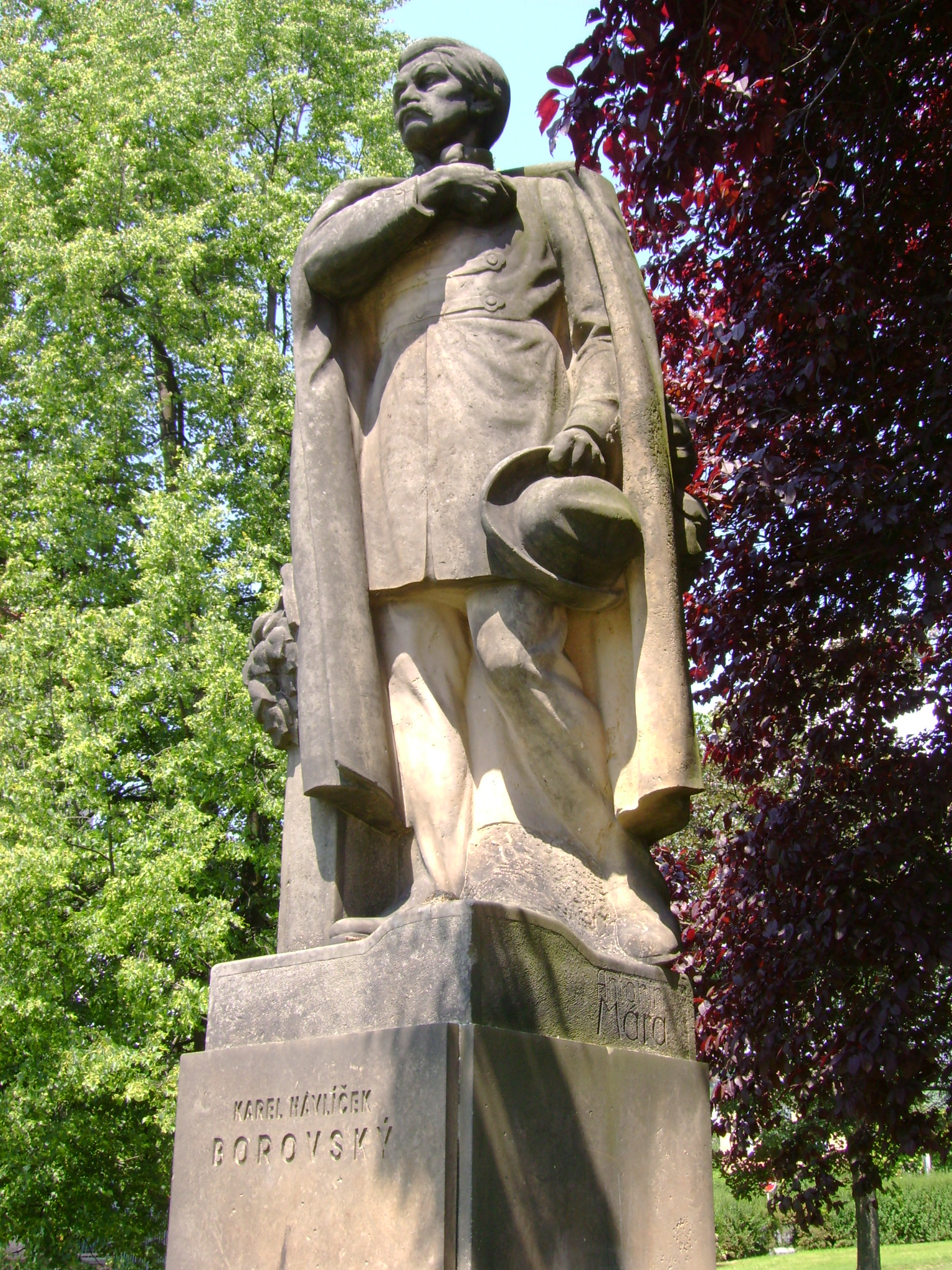
Estatua de Havlíček, ubicada en la puerta de la escuela de primaria "Na Habru" en Hořice, República Checa. Obra del escultor Antonín Mára (1877–1946).

Havlíček era un "nacionalista liberal", pero se negó a permitir que una "línea de partido" influyera en sus opiniones. A menudo, criticaba tanto a quienes estaban de acuerdo con él como a quienes no estaban de acuerdo. Criticó a los revolucionarios por su radicalismo, pero también defendió ideas como el sufragio universal, un concepto demasiado radical para la mayoría de sus compañeros liberales. Era un pragmático y tenía poca paciencia con aquellos que dedicaban su tiempo a romantizar la nacionalidad checa sin ayudarla a lograr su independencia política o cultural. Utilizó gran parte del espacio de sus periódicos para educar a la gente sobre temas importantes, haciendo hincapié en áreas como la economía, que otros escritores nacionalistas descuidaban gravemente.
La revolución de Bohemia fue aplacada en marzo de 1849 con la disolución de la asamblea de Kroměříž, pero Havlíček siguió criticando al nuevo régimen.
Tras la declaración del estado de emergencia en Praga y sus alrededores a raíz de la llamada conspiración de Mayo, el mando militar de Praga prohibió Národní noviny en junio de 1849. Se permitió seguir publicándolo bajo la promesa de Havlíček de abstenerse de realizar críticas a la Constitución de marzo. Por sus continuas críticas a la política gubernamental, Národní noviny fue definitivamente prohibido por las autoridades militares de Praga en enero de 1850. Havlíček buscaba un lugar donde pudiera continuar sus actividades periodísticas burlando el estado de emergencia. Se instaló en Kutná Hora, donde fundó la revista Slovan, que se publicaba dos veces por semana. Sin embargo, las autoridades oficiales intentaron complicar su alcance, el editor fue vigilado, sometido a registros domiciliarios, se confiscaron varios números de Slovan y Havlíček fue llevado ante los tribunales por violar la Ley de Prensa, lo que Havlíček comentó en Slovan con su característico humor. En respuesta a las actividades de los periodistas de la oposición, en el verano de 1851 se dictó una medida según la cual era posible prohibir la publicación de periódicos antigubernamentales si recibían dos advertencias oficiales. Después de que se emitieran estas advertencias a Slovan, el propio Havlíček dejó de publicarla en agosto. Interrumpió su labor periodística, pero no quiso abandonar por completo la actividad literaria y la actividad pública. Planeaba publicar publicaciones no periódicas (que no estaban sujetas a las mismas leyes estrictas que los periódicos y revistas); Para tener seguridad material quería alquilar y gestionar alguna finca (pensaba alquilar una finca en los terrenos de Karel Chotek, la familia Waldstein o la familia Silva-Taroucs, en Čechy pod Kosířem). Siguiendo el consejo de František Palacký, publicó las colecciones de sus artículos, Duch Národních noviny y Epištola Kutnohorská, una crítica a la jerarquía eclesiástica al servicio del neoabsolutismo emergente, también llamado absolutismo de Bach. La policía prohibió la venta de las Epístolas, pero algunas copias lograron distribuirse antes de ser confiscadas. En noviembre de 1851, Havlíček fue llevado ante el tribunal de Kutná Hora y acusado de querer provocar desobediencia y oposición al gobierno al publicar varios artículos en la revista Slovan. Sin embargo, el jurado lo absolvió por unanimidad el 12 de noviembre de 1851.

### Destierro en Brixen
A principios de diciembre de 1851, el ministro del interior austriaco Alexander von Bach recomendó al emperador Francisco José I que deportara a Havlíček a Salzburgo. Sin embargo, aparentemente al emperador no le pareció suficiente esta importante ciudad y eligió la remota Brixen, en lo que entonces era Tirol del Sur.
En la noche del 16 de diciembre de 1851, fue arrestado por el comisario de policía František Dedera (a quien, posteriormente, le dedicaría las Elegías tirolesas), junto a otros dos agentes y bajo la supervisión del gobernador de Brod, Ferdinand Voith, que conocía a Havlíček. Fue obligado a exiliarse en Brixen.
Acompañado por otros tres agentes de policía, fue trasladado en una diligencia rápida a Brixen. El viaje por los Alpes nevados fue muy difícil. En Brixen, Havlíček se alojó inicialmente en el hotel Zum Elephanten, donde rápidamente conoció a otros exiliados: Johann Alois Schallhammer, participante en la revolución de 1848, y el oficial Rudolf Hebre, que se encontraba allí debido a unas deudas.
Estaba deprimido por el exilio, pero continuó escribiendo y escribió algunas de sus mejores obras: Tyrolské elegie (Elegías tirolesas), Křest svatého Vladimíra (El bautismo de San Vladimir) y Král Lávra (El rey Lavra), basado en la leyenda de Labraid Loingsech.
En 1852, su esposa Julie y su hija Zdeňka se reunieron Havlíček. Los gastos de viaje de 150 florines fueron pagados por la jefatura de policía. Havlíček recibía pagos mensuales de 400 florines que, tras el levantamiento del estado de emergencia, fueron 500 florines al año del Ministerio del Interior austríaco, lo que correspondía al salario de un alto funcionario. Sin embargo, Havlíček tuvo que gastar aproximadamente la misma cantidad de sus propios ahorros, como se quejaba en una carta a Adolf Maria Pinkas. La familia Havlíček alquiló una casa con un cenador en el jardín en Brixen. Sin embargo, Havlíček estuvo bajo constante vigilancia policial y toda su correspondencia era monitoreada.

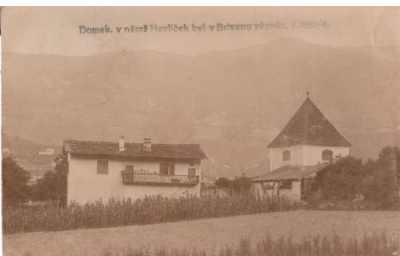
Casa en Brixen donde estuvo exiliado Havlíček entre 1851 y 1855.

En 1854 su esposa Julie y su hija regresaron a Praga. La tuberculosis de Julie empeoró y, además, sus padres querían que Zdeňka fuera a la escuela en la República Checa.
Sólo después de que Havlíček firmara un documento, en el que se comprometía a no continuar en actividades públicas, se le permitió el regreso a Bohemia después de casi cuatro años de destierro. Llegó a Praga el 15 de mayo de 1855. En el camino, conoció la triste noticia de que su esposa Julie había muerto de tuberculosis un mes antes, el 16 de abril.
Después de regresar del exilio, Havlíček se encontró sin trabajo y sin recursos económicos. Le prestó la mayor parte de su dinero a su cuñado, quien lo invirtió en su propia empresa. La mayoría de sus antiguos amigos, temerosos del régimen de Bach, se mantuvieron alejados de él. Sólo unos pocos declararon públicamente su apoyo. Vivió en Brod con su madre y dejó a su hija con su cuñada. Se le prohibió oficialmente salir de Německý Brod, especialmente se le prohibió la entrada en Praga, donde intentó mudarse, principalmente para estar más cerca de su hija. Planeaba ir a buscarla cuando consiguiera un nuevo trabajo estable. Tenía que pedir permiso para cada viaje.

## Enfermedad y muerte
Se le permitió quedarse en Praga sólo después de que se descubriera su enfermedad incurable. En 1856, comenzó a quejarse de fatiga constante y tos. El 18 de junio de 1856 vomitó sangre y los médicos decidieron que se quedara en Šternberk, al este de Ledce, cerca de Smečno, en Kladensk, donde fue tratado en un balneario local. El 24 de julio de 1856, Havlíček ingirió una gran cantidad de somníferos. Al día siguiente, el Dr. Josef Podlipský llegó en coche y llevó al paciente a Praga. Cinco días después, Havlíček murió en el apartamento de su cuñado František Jaroš, en la misma cama que su esposa Julie un año antes.
El funeral fue organizado por el cervecero y mecenas Ferdinand Fingerhut-Náprstek, hermano de Vojta Náprstek, y organizado por Josef Němec, marido de Božena Němcová, junto con Josef Václav Frič. Al funeral asistió un gran número de personas y la policía notó la presencia de personalidades destacadas de la política y la cultura, por ejemplo, František Palacký, František Ladislav Riegr, Václav Hanka, Josef Ladislav Turnovský o Karel Jaromír Erben. Después del funeral, Josef Němec fue condenado por este hrcho a ocho días de prisión. En el funeral, Božena Němcová supuestamente colocó una corona de espinas sobre el ataúd de Havlíček como símbolo del martirio, pero según Vladimír Macura, fue Ferdinand Náprstek quien puso una corona de laurel en la tumba.

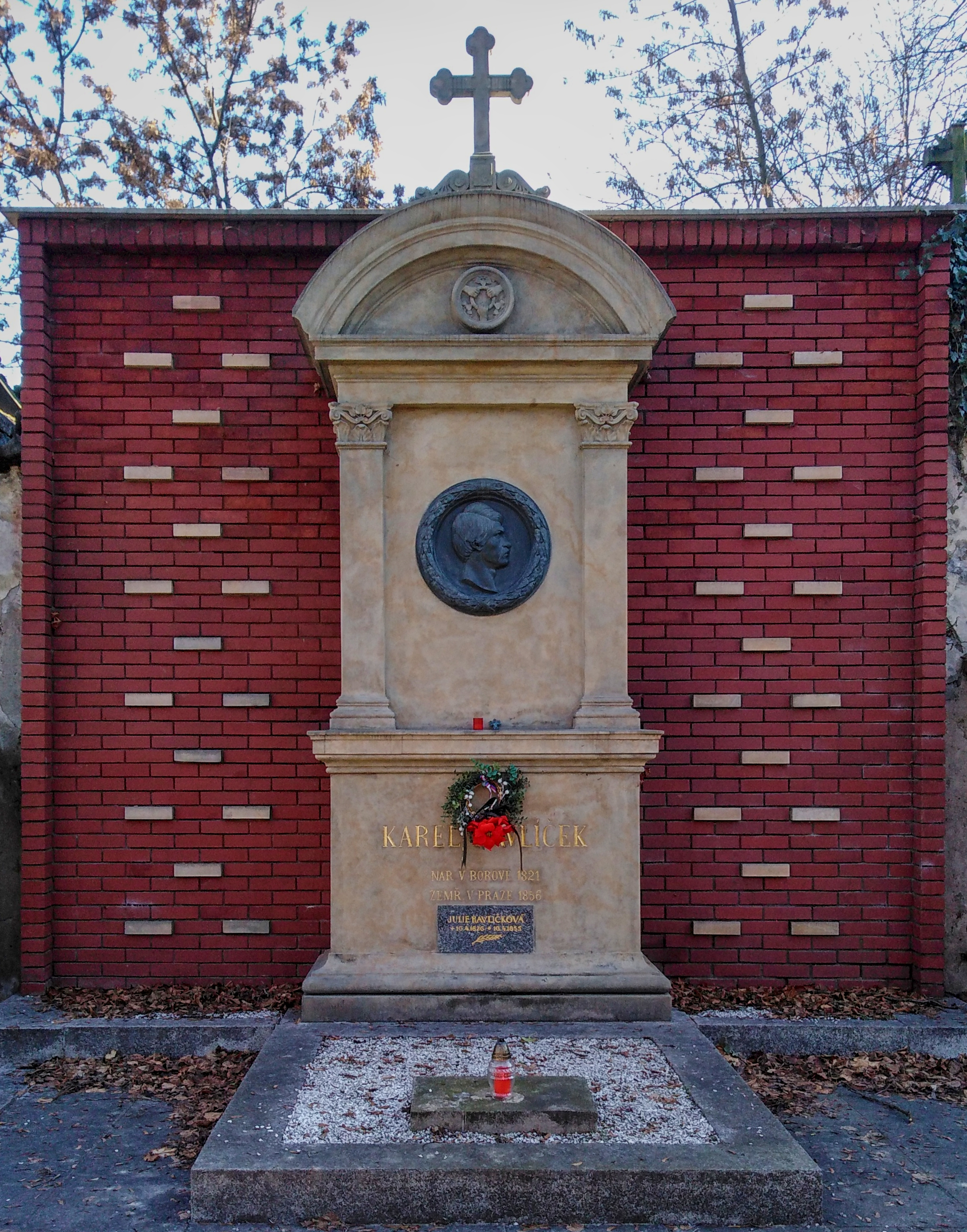
Tumba de Havlíček, Cementerio de Olšany n.º II/10/68

Havlíček está enterrado en Praga, en el Cementerio de Olšany. Su madre, Josefína Havlíčková le sobrevivió y murió en Německý Brod el 1 de julio de 1884 a la edad de 93 años. La hija de Havlíček, Zdeňka, apodada después de su muerte "hija de la nación", murió de tuberculosis en 1872 a la edad de 23 años.

## Otras actividades
En su visión de la economía, Karel Havlíček Borovský defendía la posición del liberalismo clásico. Estaba a favor del libre comercio, en contra de los aranceles y rechazaba el papel moneda sin respaldo.
En 1846 visitó el cementerio municipal de Litoměřice, donde se horrorizó al ver que la tumba de Karel Hynek Mácha (poeta checo del Romanticismo) no estaba señalizada de ninguna manera. Presionó para la creación de una lápida, que hoy se encuentra en el cementerio de Vyšehrad, en Praga.
En 1848 propuso y abogó por cambiar el nombre del Mercado de Caballos de Praga a Plaza de Wenceslao y del Mercado de Ganado a Karlovo náměstí. También abogó, sin éxito, por la creación de la primera escuela industrial checa.

## Homenajes
- Con motivo del 50 aniversario de su muerte, en 1906 el complejo Havlíček en el distrito Vinohrady de Praga, también conocido como Gröbovka, recibió su nombre.[26]
- En 1911, los residentes checos de la ciudad levantaron un monumento a Havlíček en Chicago en Douglass Park. La estatua de bronce de Joseph Strachovsky fue fundida por V. Mašek en Praga y muestra a Havlicek en una pose revolucionaria, vestido con un uniforme militar completo y una capa drapeada, con el brazo extendido indicando al espectador que se una a él. La estatua fue trasladada a Solidarity Drive en el actual Museum Campus en las cercanías del Planetario Adler en 1981.[27]

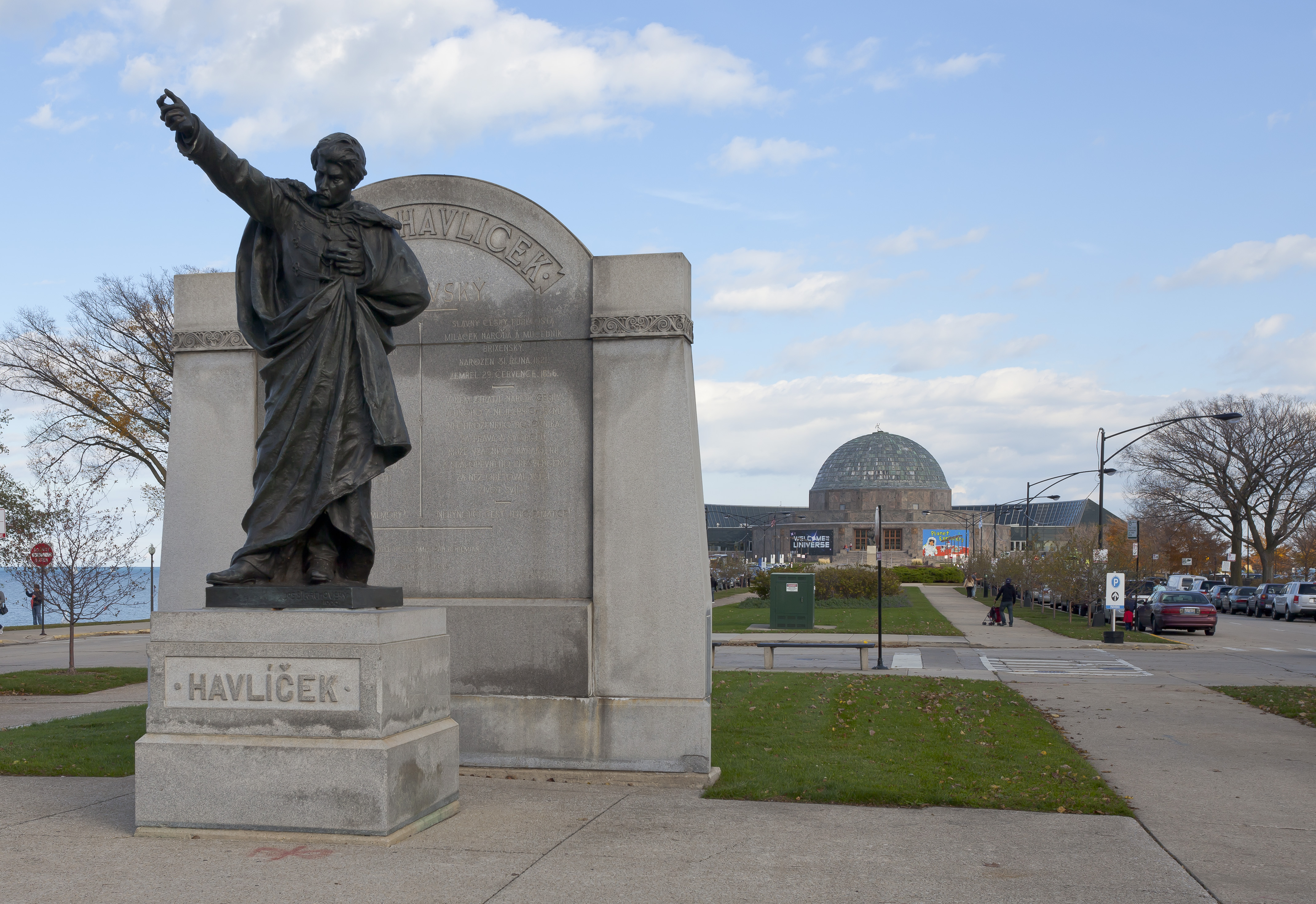
Estatua de bronce de Havlíček en Chicago.

- En 1918, el nuevo regimiento de fusileros de la 3.ª división de las legiones checoslovacas en Rusia recibió el nombre de "regimiento Karel Havlíček Borovský".[28]
- En 1925 se estrenó la película biográfica Karel Havlíček Borovský, dirigida por Karel Lamač y Theodor Pištěk, con Jan W. Speerger en el papel de Havlíček.[29]
- En 1945, el billete de 20 coronas checoslovacas llevaba el retrato de Havlíček.

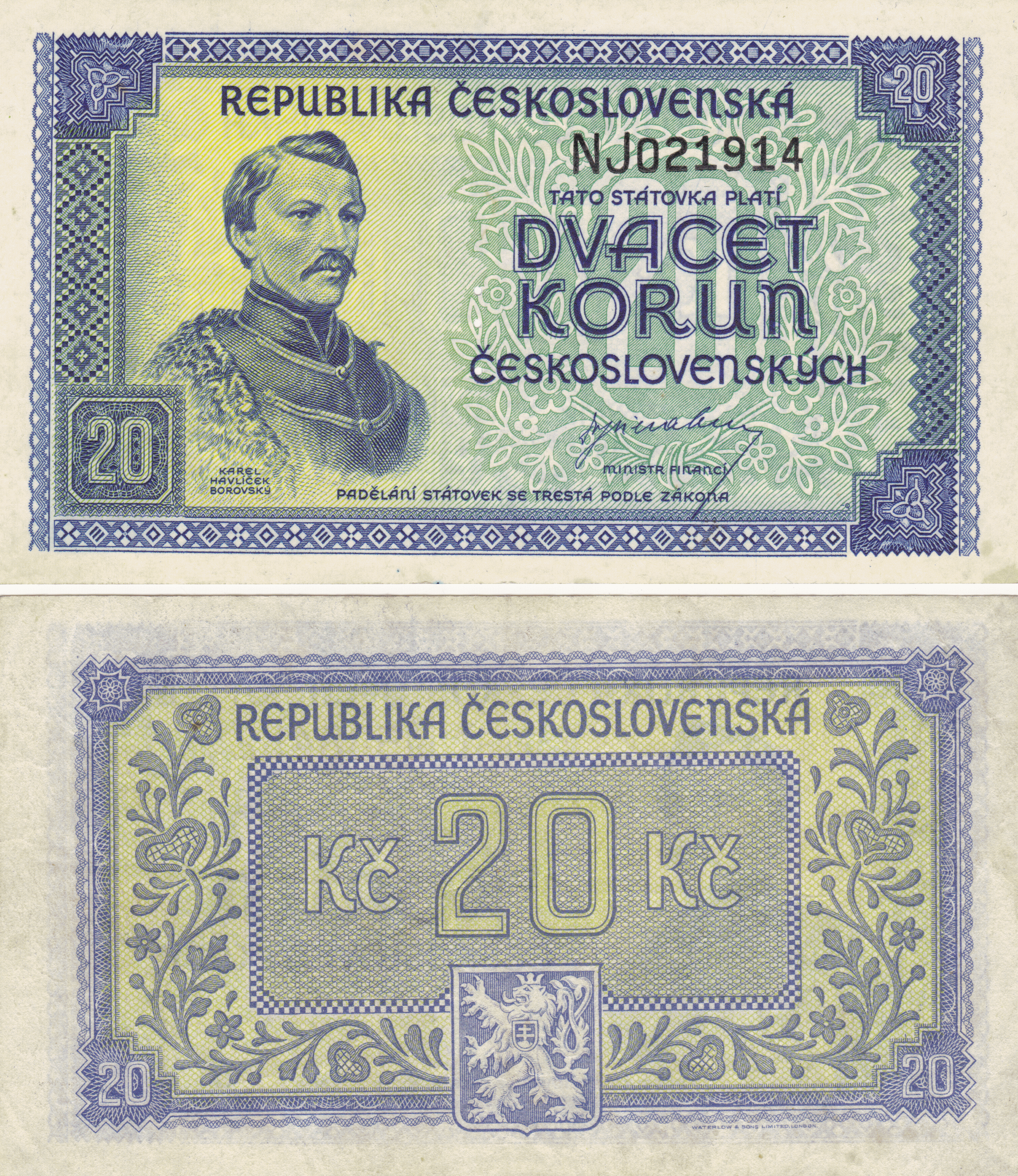
Billete de 20 coronas checoslovacas de 1945 con el busto de Havlíček.

- En 1971, con motivo del 150.º aniversario de su nacimiento, se emitió una medalla conmemorativa de bronce.

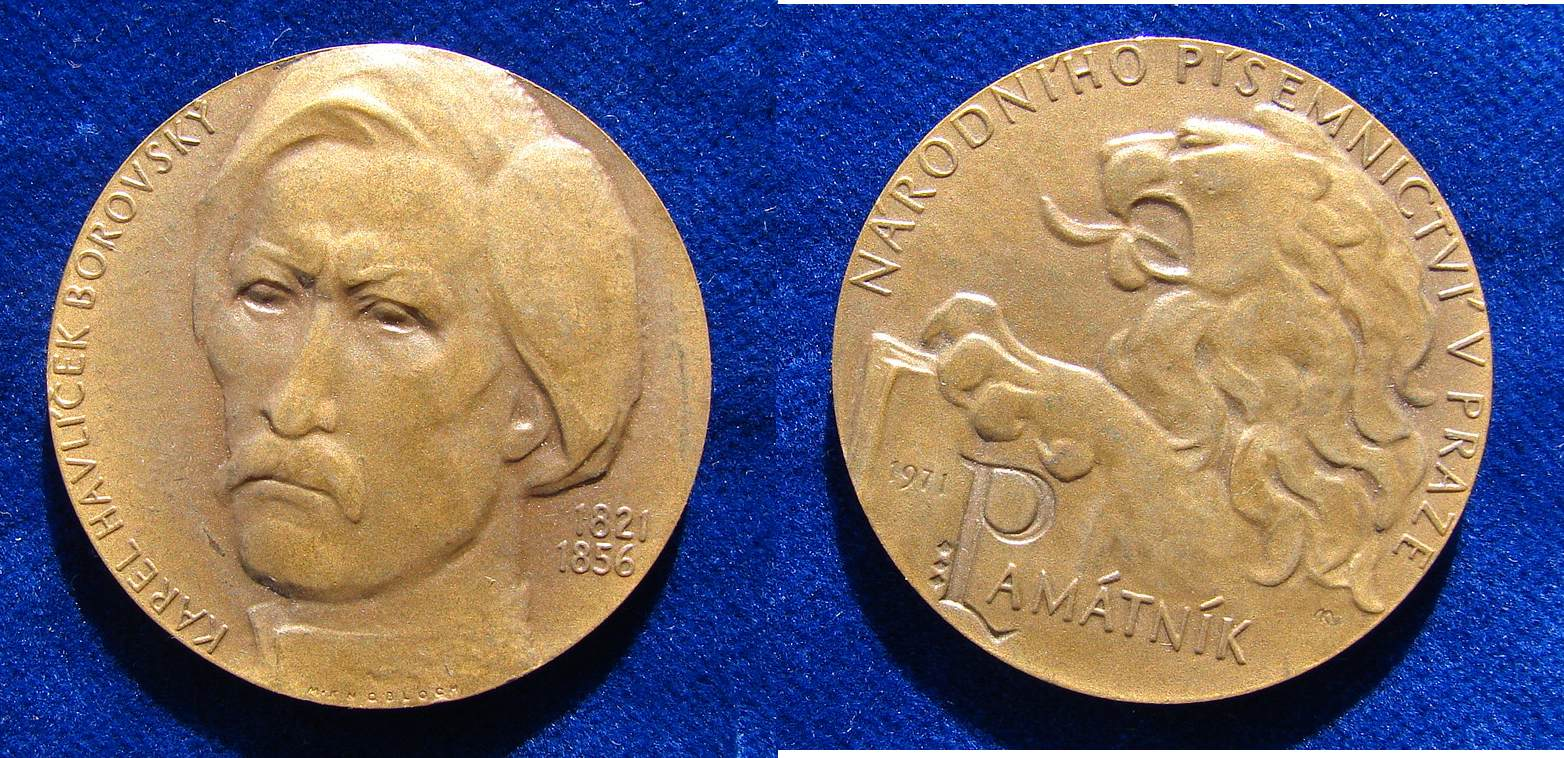
Medalla de bronce del 150.º aniversario

- El asteroide del cinturón principal exterior (2706) Borovský lleva su nombre.[30]